# Ethobunus parallelus
Ethobunus parallelus is een hooiwagen uit de familie Zalmoxioidae.